# Hütschenhausen
Hütschenhausen település Németországban, Rajna-vidék-Pfalz tartományban. Lakosainak száma 4121 fő (2023. december 31.).

## Népesség
A település népességének változása:
| Lakosok száma | 3868 | 3916 | 3909 | 3983 | 4070 | 4121 |
|               | 1975 | 2017 | 2019 | 2021 | 2022 | 2023 |

## Kultúra és látnivalók
A településen 13 műemlék épület található, köztük a Szent Mihály katolikus templom és a protestáns templom a város központjában.